# Адресна книга Windows
Адресна книга Windows (англ. Windows Address Book) була компонентом Microsoft Windows, який дозволяв користувачам вести єдиний список контактів, який можна було  використовувати кількома програмами. Найчастіше він використовувався програмою Microsoft Outlook Express. Він був представлений разом з Internet Explorer 3 у 1996 році та вдосконалений у наступних версіях. API Адресної книги Windows може надсилати запити до серверів LDAP або читати/записувати дані у локальний WAB-файл. У Windows Vista Адресну книгу Windows було замінено на Контакти Windows.

## Огляд
Адресна книга Windows — це програма, яка має локальну базу даних та інтерфейс користувача для пошуку та редагування інформації про людей, що дає змогу надсилати запити до серверів мережевих каталогів, за допомогою полегшеного протоколу доступу до каталогу. Інші програми також можуть використовувати Адресну книгу Windows. Microsoft Outlook використовує власний формат PST для повідомлень електронної пошти і збереження контактів. Однак він може імпортувати контакти Адресної книги Windows. Microsoft Exchange / Windows Messaging використовують PAB-файл для Персональної адресної книги.

## Особливості
- Може зберігати повну контактну інформацію у вкладках, включаючи особисту та ділову інформацію.
- Інтегрується з Microsoft Outlook Express.
- Програмований API для роботи з іншими програмами. Програми також можуть розширювати функціональні можливості, наприклад додавати більше вкладок і полів для зберігання додаткової спеціальної інформації або налаштування панелі інструментів.
- Може зберігати контакти в групах і папках контактів.
- Може надсилати електронні листи db,hfybv контактам лише у вигляді звичайного тексту (для додаткової безпеки).
- Може експортувати та імпортувати картки форматів vCard 2.1 і CSV . Також можна імпортувати з LDIF та інших форматів.
- Пошук записів в базі контактів, упорядковання контактів за іменем або за прізвищем.
- Може автоматично додавати контакти з отриманих електронних листів.
- Друк списків контактів у стилі нагадування, візитної картки або списку телефонів .

## Безпека
У травні 2000 року вірус ILOVEYOU продемонстрував, як Адресна книга Windows може бути частиною експлойту для розповсюдження шкідливого програмного забезпечення, шляхом доступу та надсилання електронної пошти до контактів користувача. З тих пір цей підхід був прийнятий багатьма комерційними спамерами.

## Інтеграція з Microsoft Outlook
Однією з незадокументованих функцій Адресної книги Windows є інтеграція з Microsoft Outlook. Значення реєстру повинне бути встановлено в такому розділі реєстру:
HKCU\Software\Microsoft\WAB\WAB4
Примітка: перед внесенням змін користувачі повинні створити резервну копію реєстру.
Значення DWORD під назвою «UseOutlook» (якщо його ще немає) можна створити зі значенням 1. Після встановлення цього значення контакти Microsoft Outlook стають спільними з Адресною книгою Windows. Ця функція працює лише до Windows XP і Microsoft Outlook 2003. Контакти Windows, представлені в Windows Vista, не підтримують обмін контактами з Microsoft Outlook. Наведений вище метод працює з будь-якою версією Microsoft Outlook до версії Microsoft Outlook 2003, незважаючи на те, що новіші версії не включають його як настроюваний параметр в інтерфейсі користувача.